# Alex Cukierman
Alex Cukierman (5. července 1938 Paříž – 5. října 2023) byl izraelský ekonom, který od roku 1984 působil jako profesor pro oblast ekonomie na univerzitě v izraelském Tel Avivu. Od roku 1994 byl samostatným vědeckým pracovníkem univerzity v nizozemském Tilburgu.

## Život
Roku 1963 dokončil na Hebrejské univerzitě svá bakalářská studia a tamtéž o čtyři roky později (1967) rovněž magisterská. Následně se přesunul do Spojených států amerických na Massachusettský technologický institut, kde pokračoval v doktorandském studiu, které zdárně dokončil roku 1972.
Poté se vrátil zpět na Blízký východ, do Izraele, kde na telavivské univerzitě mezi roky 1972 a 1979 vyučoval ekonomii. Během toho se stal hostujícím profesorem na amerických vysokých školách, a sice na Severozápadní univerzitě v Evanstonu (1972), dále coby mimořádný hostující profesor na Univerzitě v New Yorku (1977–1978), na Univerzitě Carnegieho–Mellonových (1978–1979 a opětovně 1984–1985), na Princetonské univerzitě (1989–1990) a na Chicagské univerzitě (1995). V letech 1986 až 1988 zastával pozici vedoucího katedry ekonomie na své domovské vysoké škole v Tel Avivu. Roku 1990 hostoval ve Světové bance coby výzkumný pracovník a během let 1996 a 1997 stál v čele Izraelské ekonomické asociace, ve funkci jejího prezidenta.

## Výzkum
Svá odborná bádání zaměřil na otázku cen, cenových cyklů a jejich možných výkyvů. Zaobíral se také monetární politikou a problematikou centrálního bankovnictví. Zaměřil se i na makroekonomii a veřejnou ekonomii. Do poloviny osmdesátých let 20. století zkoumal vazby změn relativních cen a inflace během rovnovážného rámce ve stavu neutrality peněz. Přičinil se o rozpracování modelů hospodářského cyklu založeného na vývoji makroekonomických zásob. Ve spolupráci s Allanem Meltzerem publikoval roku 1983 ekonomický model zachycující hypotézu přesunu daňového břemene mezi jednotlivými generacemi lidské společnosti.
Po zbytek osmdesátých let se zaměřil na otázku strategií centrálních bank a na důvěryhodnost a nezávislost těchto veřejných institucí. Probíral rovněž problematiku dopadů asymetrických informací na fiskální politiku a současně na působení politických faktorů.
Posléze se věnoval vazbám a vztahům mezi finančními institucemi a subjekty na trhu práce. Bádal i nad Evropskou měnovou unií (ECU) a nad postavením národních bank v prostředí transformační ekonomiky.